# Kamel Imansouren
Kamel Imansouren (en arabe : كمال امنصورن) est un judoka algérien.

## Carrière
Kamel Imansouren est médaillé de bronze dans la catégorie des moins de 78 kg aux Jeux africains de 1978 à Alger.